# مانوئل امچسرا
مانوئل امچسرا (انگلیسی: Manuel Amechazurra؛ 1884 – ۱۳ فوریهٔ ۱۹۶۵) بازیکن فوتبال اهل اسپانیا بود.
از باشگاه‌هایی که در آن بازی کرده‌است می‌توان به باشگاه فوتبال بارسلونا اشاره کرد.
وی همچنین در تیم ملی فوتبال کاتالونیا بازی کرده‌است.